# Polyrhachis saevissima
Polyrhachis saevissima é uma espécie de formiga do gênero Polyrhachis, pertencente à subfamília Formicinae.